# Lorenzo Massarotto
Lorenzo Massarotto (Santa Giustina in Colle, 17 luglio 1950 – Valli del Pasubio, 10 luglio 2005) è stato un alpinista italiano.

## Biografia
Lorenzo Massarotto nacque a Santa Giustina in Colle, in provincia di Padova, il 17 luglio del 1950. Il padre Alessio era impiegato comunale ma morì quando Lorenzo era ancora molto giovane e per questo motivo iniziò prestissimo a lavorare in fabbrica. Durante la sua vita Lorenzo fece diversi lavori negli ambiti più disparati ma quello che infine gli permetteva di vivere era quello di disgaggiatore, mestiere molto pericoloso ma ai quei tempi ben remunerato.
Lorenzo Massarotto si avvicinò all'alpinismo dapprima nella palestra di Santa Felicita (Monte Grappa) eppoi il 9 giugno del 1973 compì la sua prima scalata in Dolomiti lungo la via Langes al Dente del Cimone con Agostino Bortignon.
Lorenzo praticò in seguito l'alpinismo a tempo pieno, mantenendosi col lavoro di disgaggiatore e gli anni dal 1973 al 1983 sono quelli che videro le ripetizioni degli itinerari più importanti in Dolomiti.
In questo periodo egli infatti realizzò:
- Ripetizione in solitaria della via Langes al Dente del Cimone (06/1973);
- Seconda ripetizione solitaria alla Messner-Holzer sul Castello della Busazza (1977);
- Prima ripetizione in arrampicata libera della via Rovereto al Campanile Basso (1977);
- Seconda ripetizione solitaria alla Frisch-Corradini alla Pala del Rifugio (1977);
- Prima ripetizione solitaria alla Barbier-Timillero alla Cima del Coro (1977);
- Prima ripetizione solitaria alla Aste-Susatti alla Punta Civetta (1978);
- Prima ripetizione solitaria alla Cassin-Ratti alla Torre Trieste (1978);
- Prima ripetizione solitaria alla Carlesso-Sandri alla Torre Trieste (1978);
- Prima ripetizione solitaria in salita e discesa dello spigolo nord dell'Agnèr (1979);
- Prima ripetizione solitaria alla via "delle Grole" alla Rocchetta Alta di Bosconero (1980);
- Prima ripetizione e prima solitaria alla Cozzolino-Corsi allo Spiz d'Agnèr Nord (1980);
- Prima ripetizione solitaria alla via Castiglioni-Detassis allo Spiz d'Agnèr Nord (1980);
- Prima ripetizione solitaria alla via Castiglioni-Detassis allo Spiz della Lastìa (1980);
- Prima ripetizione solitaria al Diedro Mayerl-Rohracher al Sass d'la Crusc (1980);
- Prima ripetizione solitaria ed invernale allo spigolo Faustino Susatti allo Spiz d'Agnèr nord (1982);
- Prima ripetizione e prima solitaria al diedro Casarotto-Radin allo Spiz di Lagunàz (1982);
- Prima ripetizione solitaria del diedro Livanos alla Cima Su Alto (1982);
- Prima ripetizione solitaria ed invernale alla "via del Diedro" alla Seconda Pala di San Lucano (13-16/01/1983);
- Prima ripetizione solitaria ed invernale alla via della Canna d'Organo in Marmolada (24-27/02 /1983);
- Concatenamento invernale e solitario delle vie Vinci-Bernasconi all'Agnèr e Dal Bianco-Claus alla Torre Armena (18-20/03/1984);

A queste seguono poi negli anni successivi poche altre imprese del genere quali la ripetizione in solitaria ed invernale del Diedro Philipp-Flamm (1989), la prima solitaria alla Cozzolino-Corsi allo Spiz d'Agnèr sud (1985), la prima invernale al Diedro Casarotto-de Donà allo Spiz di Lagunàz (1997).
A partire dal 1980 Lorenzo cominciò anche ad aprire vie nuove facendo della Moiazza ovest e del gruppo dell'Agnèr le sue zone d'elezione. Dal 1980 fino al 2005 le aperture furono 123, di tutte le difficoltà e su buona parte delle cime dell'Agordino. Nel corso degli anni Lorenzo Massarotto raggiunse un incredibile livello tecnico rifiutando totalmente l'impiego di chiodi a pressione prima e spit dopo, usando sempre pochissimi chiodi in rapporto allo sviluppo delle vie ed alle difficoltà incontrate, prediligendo la protezione mediante ancoraggi naturali (spuntoni e clessidre).
Le vie tecnicamente più impegnative aperte da Lorenzo sono:
- Via Massarotto-Roman allo Spiz della Lastìa (1981, 1200 m, fino al VI+ e A1).
- Via "del cuore" alla parete nord-est dell'Agnèr (con Sandro Soppelsa nel 1981, 1300 m, VI- e A2, la sua via più famosa).
- Via "la figlia del Naguàl" alla Terza Pala di San Lucano (con Roberto Zannini nel 1981, 1350 m, fino al VII+ e A1).
- Via "Alessio Massarotto" al Sass Maòr (con Leopoldo Roman nel 1983, 1000 m, fino al VI+).
- Via "il battesimo del fuoco" alla Torre Armena (con Danilo Mason nel 1983, 1000 m fino al VII+).
- Via "Luciano Cergol" all'Agnèr (con Giovanni Rebeschini nel 1987, 1400 m fino al VII-).
- Via "Dante Guzzo" all'Agnèr (con Cristoforo Groaz nel 1988, 1400 m fino al VII-).
- Via "per pochi intimi, su roccia scorbutica, che non si lascia boxare facilmente" al Torrione dei Gir (con Conedera, Sansonne e Zasso nel 1992, 1000 m fino al VII- su roccia friabile).
- Via "dell'uomo in strach" all'Antelao (con Fausto Conedera nel 1992, 1400 m fino al VII- e A0).
- Via Massarotto-Bellin al Sass de Mura (1994, 500 m fino al VII+).
- Via "non ti fidar di me se il cuor ti manca" alla Cima Granni Costantini (con Bergamin, Sansonne e D. Zonta nel 1992, 600 m di VI e VII continuo).
- Via Massarotto-Galiazzo alla Cima Gianni Costantini (1996, 600 m fino al VII+).
- Via "chicca" alla Croda Granda (con Bellin e Tonello nel 1998, 1300 m fino al VII+).
- Via "dolce dormire" alla Seconda Pala di San Lucano (con Bellin e Benvenuti nel 1995, 1400 m fino ad VIII e A1).

Lorenzo Massarotto partecipò ad una spedizione al Manaslù nel 1979 con Toio de Savorgnani, Bruno di Lenna, Marco Simoni, Elvio Terrin e Maurizio "Manolo" Zanolla. Essi tentarono la prima ascensione della cresta est ma si arrestarono a quota 7500 metri per l'insorgere del maltempo, dopo avere oltrepassato la traversata chiave dell'ascensione.
Lorenzo prese parte anche ad una spedizione per il Nevado Alpamayo e ripeté la via dei "Ragni" nel 1997 e fece due viaggi in Patagonia nel tentativo di scalare il Fitz Roy, vanificato dall'insorgere del maltempo. Nel 2000 visitò la Yosemite Valley ripetendo la famosa via "The nose" a El Capitan.
Lorenzo Massarotto morì il 10 luglio del 2005 colpito da un fulmine sulla Torre dell'Emmele, nelle Piccole Dolomiti, mentre si apprestava a scendere a via compiuta.